# Lichtenštejnský seminář
Lichtenštejnský seminář chlapců zpěváků byl internát pro chlapce, zřízený církví při piaristickém gymnáziu. Byl postaven na místě starých domků v centru Kroměříže. Ulice vedoucí z Velkého náměstí, ve které budova stojí, se původně jmenovala Soukenická, od roku 1693 Rezidenční a v souvislosti se stavbou kostela svatého Jana Křtitele se od roku 1880 jmenuje Jánská.

## Budova

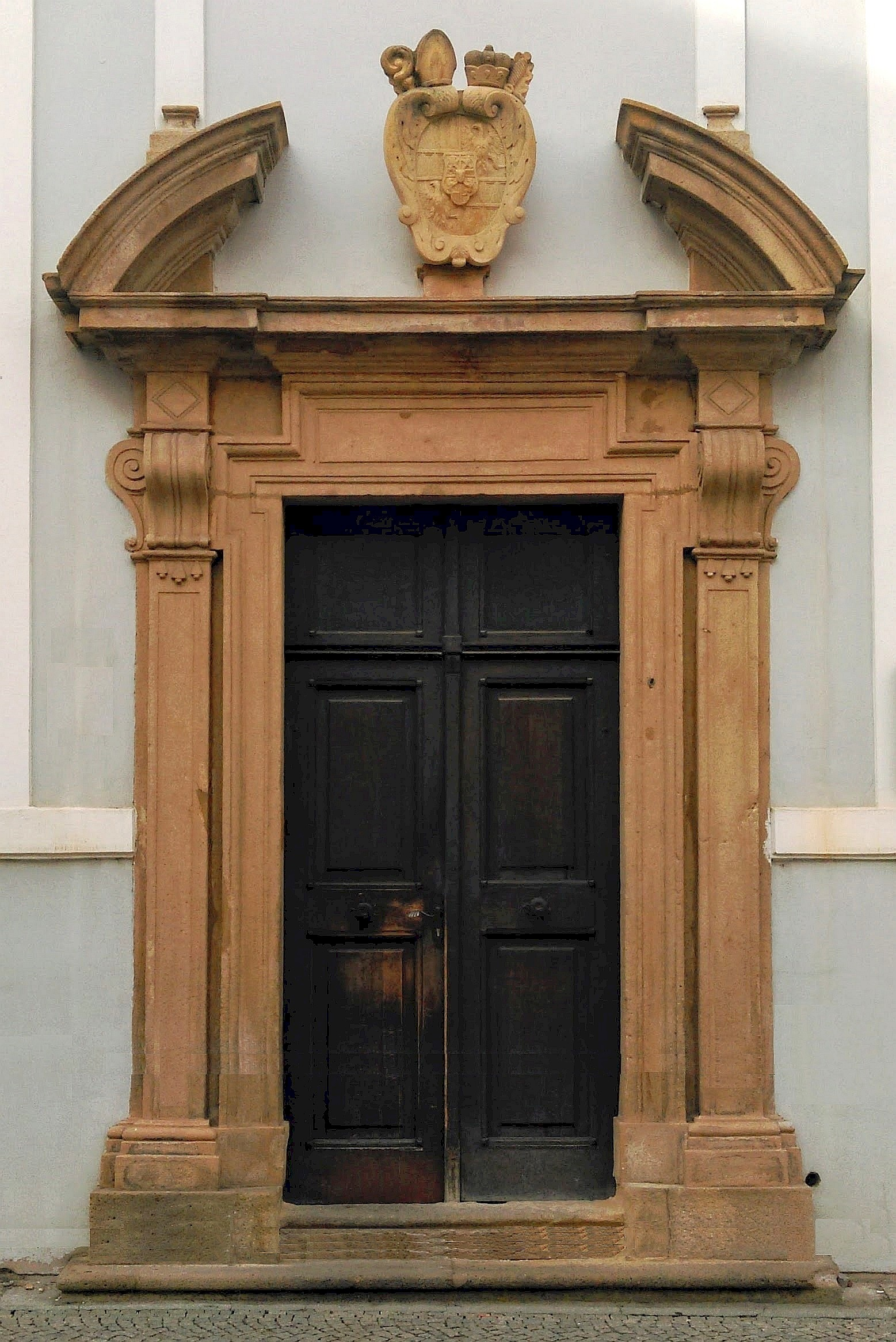
Vstupní pískovcový portál s erbem Karla z Lichtenštejna

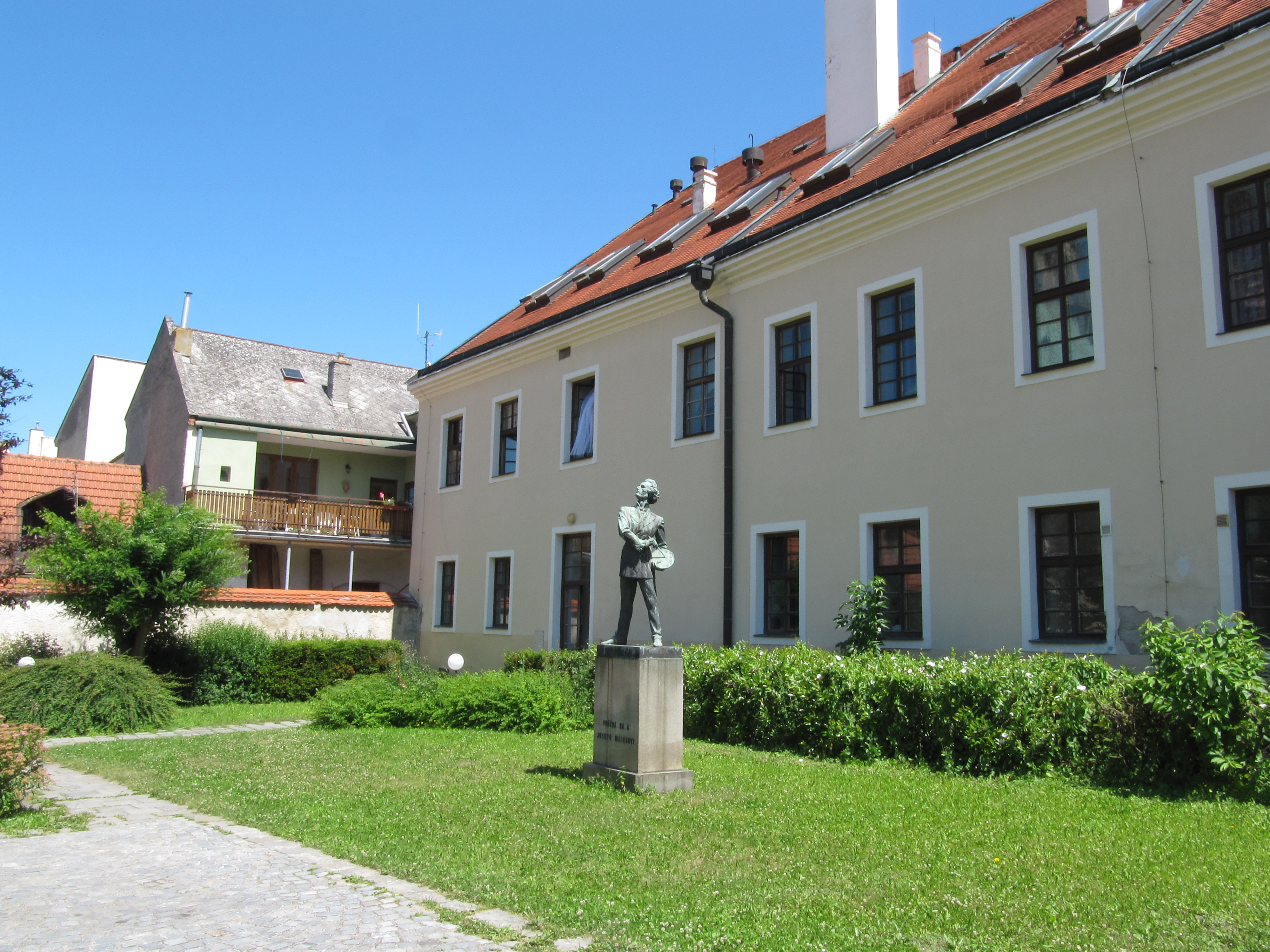
Socha Josefa Mánesa na nádvoří

Je to barokní stavba z konce 17. století připisovaná staviteli kroměřížského zámku Giovanni Pietro Tencallovi. V roce 1693 zakoupil biskup Lichtenštejn stavební parcelu, na níž vystavěl dvoukřídlou a patrovou stavbu s hlavním průčelím orientovaným do Jánské ulice. Tvarosloví fasády semináře navazovalo na tektonické členění piaristického gymnázia a předurčilo i podobu sousedních čtyř kanovnických domů kolegiátní kapituly u svatého Mořice. Lehce půdorysně zalomenému průčelí semináře dominuje portál s erbem biskupa Karla z Lichtenštejna.

## Historie
Po celá dvě století byli v chlapeckém semináři (lat. Convictum puerorum) z fundace biskupa Karla z Lichtenštejna vydržování chudí gymnazisté z moravského venkova. K piaristickému gymnáziu byl téměř od počátku přidán pěvecký seminář založený 16. srpna 1688. Biskup Lichtenštějn věnoval 15 000 zlatých na založení zpěváckého semináře určeného pro výchovu dvanácti chlapců. Fundatisté byli pak povinni v kostele svatého Mořice na kůru a při pohřbech zpívat. Byla to v podstatě nejstarší hudební škola ve střední Evropě. V létech 1861-1883 vedl seminář P. Lambert Schwarz tak chvalně, že krom fundadistů zámožní rodičové jemu študenty své na stravu dávali a na čemž více záleželo, na dobré křesťanské vychování. Počet študnetů byl tím způsobem až na třicet zvýšen.
Poslední zpěváci-fundatisté chodily do sousedního gymnázia i po jeho zestátnění. Piaristé, kteří pěvecký seminář vedli, odevzdali jej po zestátnění gymnázia do majetku města. Od roku 1879 byl útulkem národních škol (poslední nesla jméno Boženy Němcové) a zpěváci byli přestěhování do piaristického kláštera.
Zpěvácký seminář skončil odchodem regenta P. Lamberta Schwarze (15.1.1811 Drozdov – 26.5.1886 Praha) bratra světícího biskupa pražského Karla Schwarze na odpočinek do Prahy s koncem školního roku 1884. Zbytek zpěváků přešel do arcibiskupského kněžského semináře.
V letech 1983 – 1988 byl dům spolu se čtyřmi sousedícími kanovnickými domy rekonstruován pro účely Základní umělecké školy v Kroměříži navazující na tradice hudební školy Moravanu.
Na nádvoří (společné se sousedními kanovnickými domy) stojí socha Josefa Mánese od Karla Otáhala. Socha z roku 1946 sem byla přesunuta z Milíčová náměstí po zbourání původní budovy ZUŠ. Nádvoří je volně přístupné z Pilařovy ulice, nesoucí jméno historika a piaristy Adolfa Pilaře (1742–1795). Josef Mánes v Kroměříži v době konání Kroměřížského sněmu v letech 1848-1849 maloval řadu portrétů významných účastníků sněmu.